# 克莱特高的兰泽林
兰泽林（Lanzelin，约940-981 / 991）是哈布斯堡王朝的远祖、日耳曼贵族。 他的父亲是一位颇有权势的贵族——富人贡特拉姆  他与内伦堡的柳特加尔达（图尔高的埃伯哈特三世的女儿 ）结婚，并从她那里继承了瑞士的部分领地。
但另一种理论表明，兰泽林只是贡特拉姆养子，实际上他是加洛林王朝或阿拉霍芬王朝的直接后裔。 

## 家庭
他育有数子：
- 兰泽林二世（Lanzelin II）（英语：兰泽林二世）或小兰泽林（Lanzelin the Younger，卒于1027年），赖兴瑙伯爵，也可能是策林根家族的祖先。
- 维尔纳，斯特拉斯堡主教。
- 拉德波特，克莱特高伯爵和哈布斯堡城堡的建造者。 也是哈布斯堡王朝的创始人。
- 鲁道夫一世(卒于1064)。 [4]

兰泽林还有一个女儿，叫做伊塔·冯。

## 头衔
父亲死后兰泽林继承了穆里公爵和松高伯爵的头衔。  他同时拥有阿尔滕堡公爵和克莱特高伯爵的头衔，并在阿尔萨斯拥有领地。

## 引用
1. ↑  . geni_family_tree. 942  [2022-01-31]. （原始内容存档于2023-02-21） （美国英语）.
2. ↑  . Buchdruckerei K. J. Wyss. 1889  [2024-02-14]. （原始内容存档于2023-01-25） （德语）.
3. ↑  Scarince, Matthew. . The War for Christendom. 2017-12-11  [2022-01-31]. （原始内容存档于2024-03-09） （英语）.
4. ↑  Jaffé, Philipp; Wattenbach, Wilhelm; Dümmler, Ernst Ludwig. . New York Public Library. Berolini, apud Weidmannos. 1864.
5. ↑  . www.manfred-hiebl.de.   [2022-01-30]. （原始内容存档于2016-10-15）.